# Cyrtopodium aliciae
Cyrtopodium aliciae är en orkidéart som beskrevs av Lucien Linden och Robert Allen Rolfe. Cyrtopodium aliciae ingår i släktet Cyrtopodium, och familjen orkidéer. Inga underarter finns listade i Catalogue of Life.

## Bildgalleri

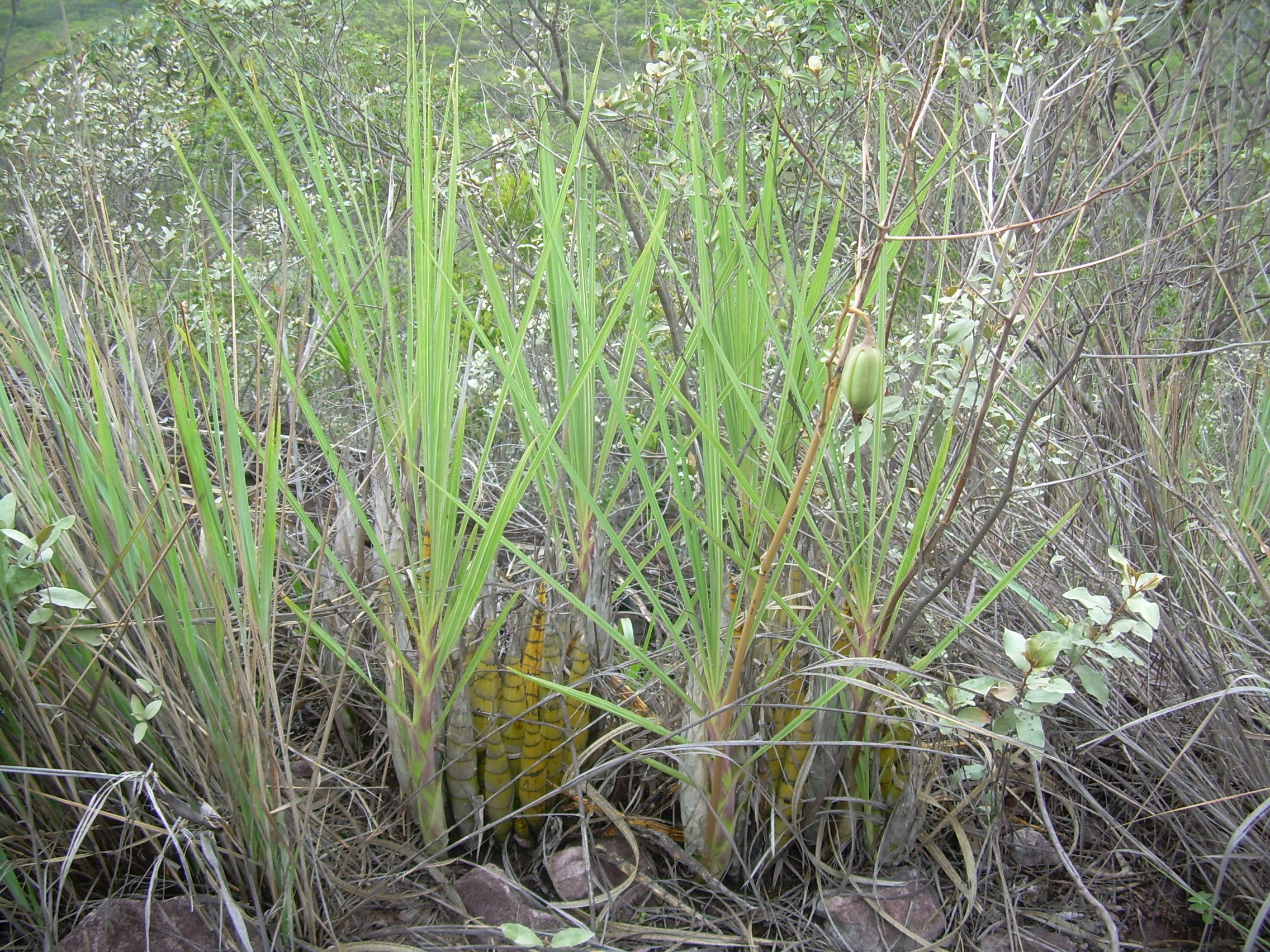
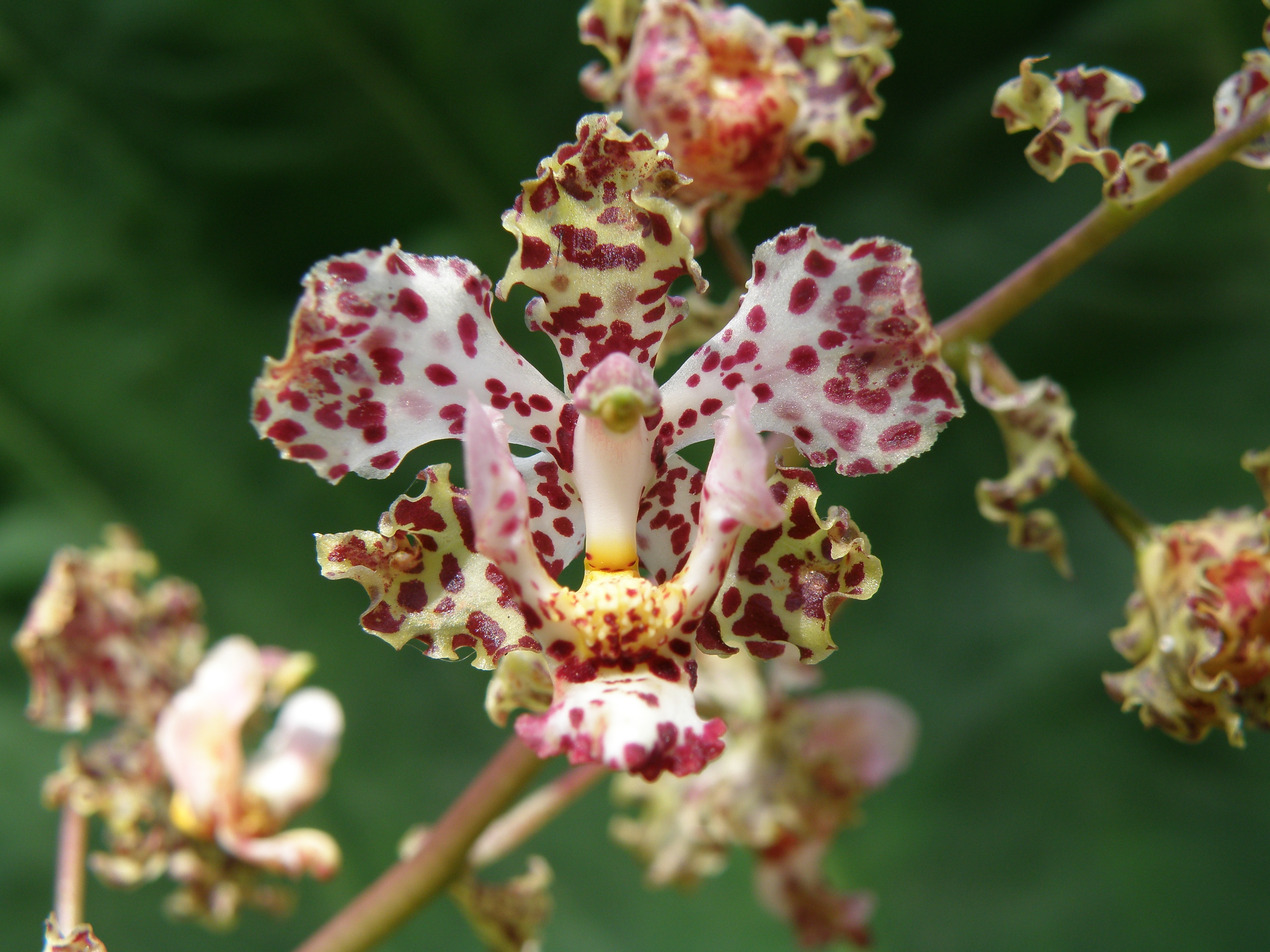
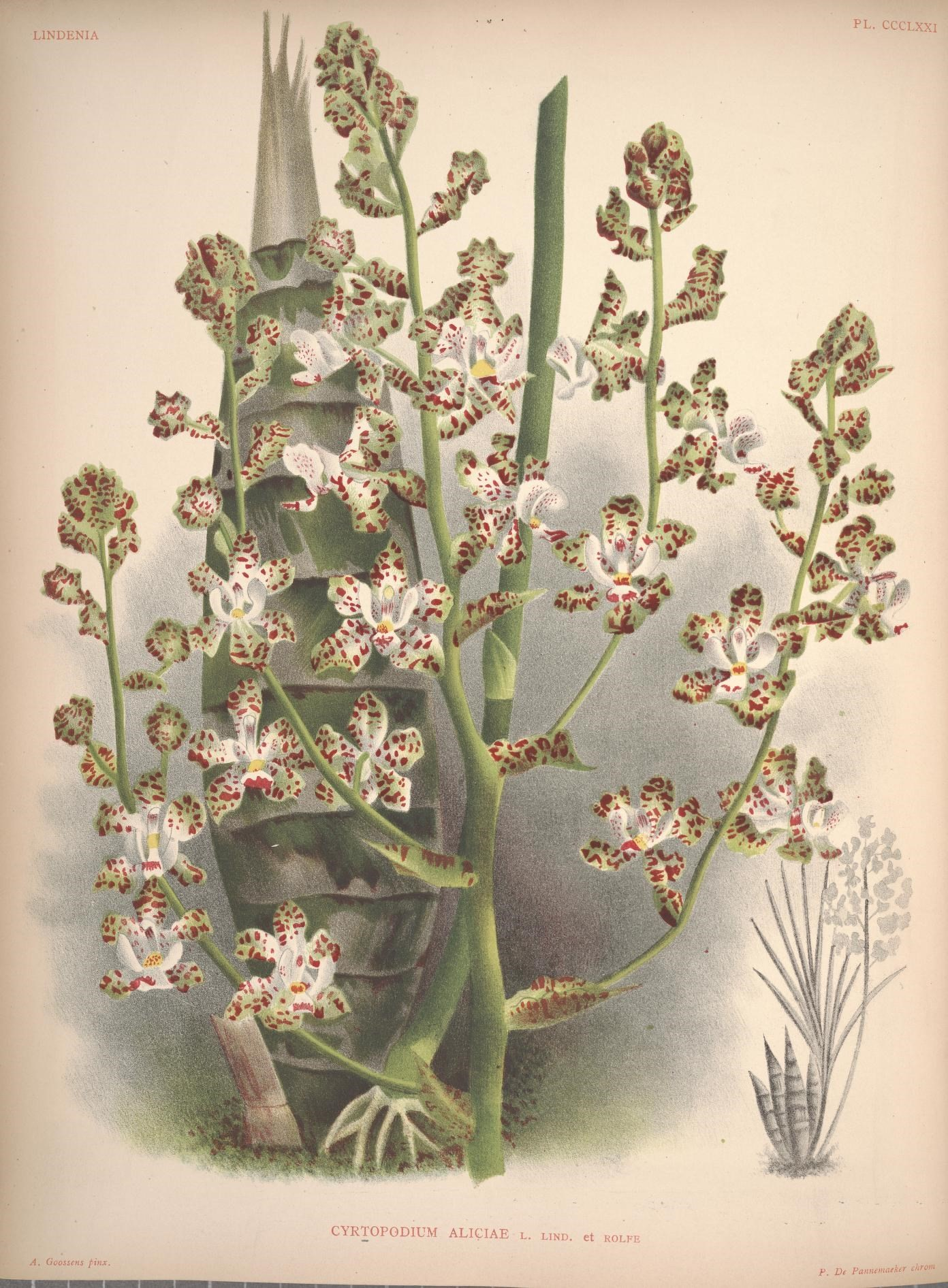